# Bataille de Mutina
La bataille de Mutina a eu lieu le 21 avril 43 av. J.-C.  entre les forces fidèles au Sénat sous les consuls Caius Vibius Pansa et Aulus Hirtius, soutenus par les légions de César Octave, et les légions de Marc Antoine qui assiégeaient les troupes de Decimus Brutus. Ce dernier, l'un des assassins de César, détenait la ville de Mutina (aujourd'hui Modène ) en Gaule cisalpine .
La bataille a eu lieu après que la bataille sanglante et incertaine de Forum Gallorum se soit terminée avec de lourdes pertes des deux côtés et la blessure mortelle du consul Vibius Pansa. Six jours après le Forum Gallorum, l'autre Consul Aulus Hirtius et le jeune César Octavien lancèrent une attaque  sur les camps de Marc Antoine afin de briser le front de l'encerclement autour de Mutina. Les combats ont été très violents et sanglants; les troupes républicaines ont fait irruption dans les camps de l'ennemi mais les vétérans d'Antoine ont contre-attaqué. Hirtius lui-même a été tué dans la mêlée en attaquant le camp d'Antoine, laissant l'armée et la république sans chef. Octavien a vu l'action dans la bataille, a récupéré le corps d'Hirtius et a réussi à éviter la défaite. Decimus Brutus a également participé aux combats avec une partie de ses forces enfermées dans la ville. Le commandement des légions du consul décédé Hirtius fut transféré à César Octavien. Decimus Brutus, marginalisé après la bataille, a rapidement fui l'Italie dans l'espoir de rejoindre les assassins Marcus Junius Brutus et Caius Cassius Longinus . En route, cependant, Decimus Brutus a été capturé et exécuté, devenant ainsi le deuxième des assassins de César à être tué, après Lucius Pontius Aquila, qui a été tué pendant la bataille.
Après la bataille, Marc Antoine décida de renoncer au siège et se retira habilement vers l'ouest le long de la Via Aemilia, échappant aux forces ennemies et rejoignant les renforts de son lieutenant Publius Ventidius Bassus . La bataille du 21 avril 43 av. J.-C. mit fin à la brève guerre de Mutina pour les républicains alliés à César Octavien, mais la situation changera complètement à l'automne suivant avec la formation du deuxième triumvirat d'Antoine, d'Octave et de Lépide .

## Contexte
Marc Antoine n'avait dominé la situation politique à Rome que peu de temps après l' assassinat de Jules César le 15 mars 44 av. Une coalition  entre certains des assassins de César, la faction sénatoriale renaissante dirigée par Marcus Tullius Cicéron et les partisans du jeune héritier du dictateur, César Octavien - le futur empereur Auguste - avait rapidement mis en difficultés le consul Antoine en érodant son consensus de soutien. dans le camp des césariens.  Les relations entre le Sénat romain et Antoine se sont rompues environ un an après le meurtre de Jules César . Antoine n'était pas satisfait de la province qu'il devait gouverner, la Macédoine, après l'expiration de son mandat d'un an en tant que consul . La Macédoine était trop loin si des ennuis le menaçaient dans la capitale, Rome, alors il chercha à échanger le poste pour un mandat de cinq ans en Gaule cisalpine . De cette région, il pouvait dominer la capitale et, au besoin, intervenir directement, comme le fit César en 44 av. Cependant, un gouverneur différent avait déjà été choisi pour la Gaule cisalpine, à savoir Decimus Junius Brutus Albinus, qui était déjà en possession de la province avec trois légions avec le consentement du Sénat. Decimus Brutus était un parent éloigné de Marcus Junius Brutus et un ancien disciple de Jules César qui avait perdu confiance dans le dictateur et avait participé à son assassinat le jour des ides de mars. Antoine a tenté d'anticiper l'attitude hostile de ses adversaires en faisant marcher ses légions de vétérans césariens de Macédoine vers le nord pour forcer Decimus Junius Brutus à lui céder la province de la Gaule cisalpine. 

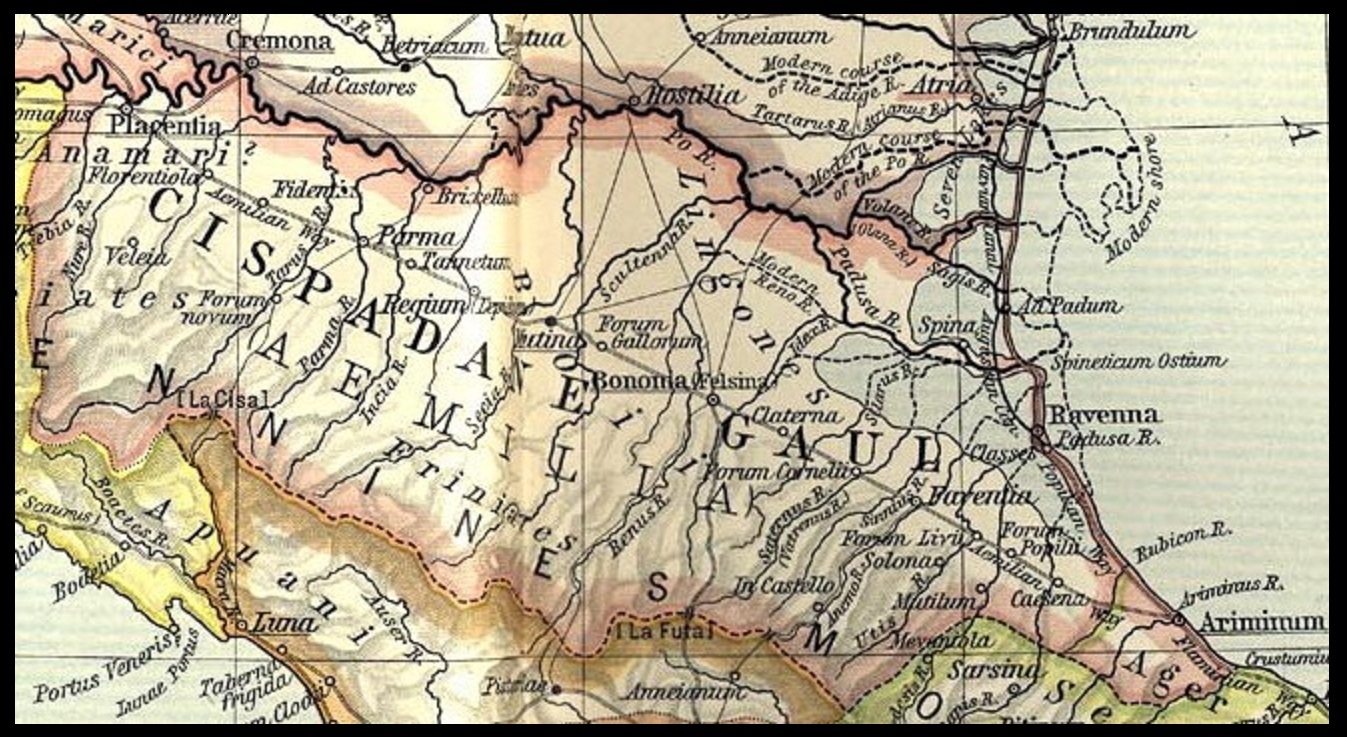
Carte de la Regio VIII Aemilia, la partie de la Gaule cisalpine dans laquelle la campagne de Mutina a été menée

Le 28 novembre 44 av. J.-C., Marc Antoine quitte Rome et prend le commandement de quatre légions d'anciens combattants qui avaient débarqué à Brundisium depuis la Macédoine, ainsi que de la Legio V Alaudae,  déployée plus tôt le long de la Via Appia .  La cohésion de cette force est  sérieusement compromise par la défection à Brundisium de deux des meilleures légions Césariennes, la Martia et la Legio IIII Macedonica, qui ont abandonné le consul pour le jeune César Octavien. Malgré les exhortations et les punitions, Marc Antoine ne peut rétablir la discipline de ces deux légions, qui renforcent les forces de l'héritier de César.  À la fin de l'année, Marc Antoine  atteint la Gaule Cisalpine avec ses trois légions restantes et une légion composée d'anciens combattants.  Comme Decimus Brutus refuse de lui abandonner la province, Antoine investit Mutina,  située au sud de la rivière Padus ( Po ) sur la Via Aemilia .
Pendant ce temps, à Rome, une coalition se réunit pour soutenir Decimus Brutus et s'opposer à Antoine, en particulier depuis le retour de Cicéron au Sénat à la fin de 44 av. J.-C.. Cicéron  prononce une série de discours de plus en plus intransigeants contre Antoine, appelés les Philippiques . Le 1er janvier 43 av. J.-C., deux Césariens modérés, Aulus Hirtius et Caius Vibius Pansa, prennent leurs fonctions de consuls, après quoi la faction républicaine prend l'initiative et déclare Antoine ennemi public, légalisant les actions de Decimus Brutus et César Octavien, et recrutant de nouvelles légions . 
Bien qu'Octavien n'ait aucun penchant envers Decimus Brutus, l'un des assassins de son père adoptif, il a acquis une légitimité en utilisant ses légions pour soutenir le Sénat contre Antoine. Par conséquent, après avoir été nommé promagistrat par le Sénat, il joint ses forces à celles du nouveau consul Hirtius, qui a pris le commandement comme supérieur d'Octave en janvier 43 av. J.-C. à Ariminum,  soulageant  Brutus. Les forces de César Octavien comprennent les deux légions ayant fait défection et trois légions d'anciens combattants. D'Ariminum, Hirtius et Octavien avancent le long de la Via Aemilia tandis que Marc Antoine continue le siège de Mutina.
Le 19 mars 43 av. J.-C. , Pansa, autre nouveau consul est envoyé au nord de Rome pour rejoindre avec Hirtius  et Octave à Forum Gallorum. Pansa a quatre légions de recrues. Le 14 avril, Antoine  avec sa garde prétorienne, la II et la XXXV légions et d'un corps de cavalerie intercepte Pansa avant qu'il atteigne les armées sénatoriales. Antoine suppose que Pansa n'a que quatre légions, mais la nuit précédente, Hirtius avait envoyé la Legio Martia et Octave la cohorte prétorienne en soutien. Antoine prépare une embuscade  dans les marais le long de la Via Emilia. La Bataille de Forum Gallorum est féroce et sanglante. Les troupes de Pansa sont mises en déroute et leur commandant mortellement blessé. Cependant,  Antoine est forcé de se retirer quand une légion de renfort de troupes fraiches envoyée par Hirtius renverse la situation . forçant les  légions d'Antoine  à se retirer  à Mutina.

## Bataille

### Attaque des camps de Marc Antoine

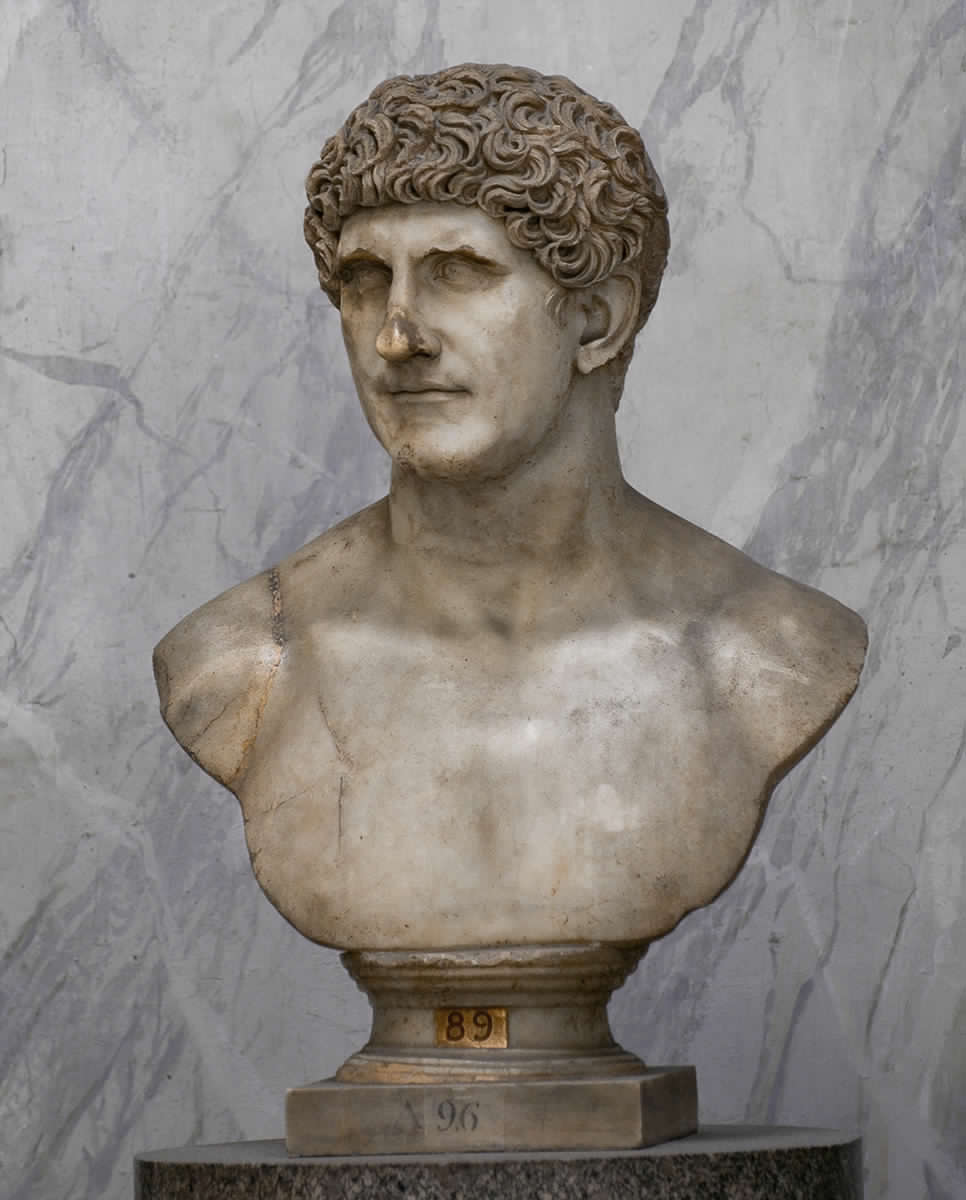
Buste de Marc Antoine

Les premières nouvelles  à Rome  affirment que les forces du Sénat avaient subi une défaite au Forum Gallorum, suscitant l'inquiétude et les craintes de la faction républicaine. Ce n'est que le 18 avril qu'une  lettre d'Aulus Hirtius  détaille les événements de la bataille. La victoire au Forum Gallorum, considérée comme décisive est accueillie avec enthousiasme et es sympathisants d'Antoine sont contraints de se cacher. Au Sénat, le 21 avril -43., Cicéron prononce avec insistance le quatorzième et dernier Philippique, dans lequel il exulte pour la victoire au Forum Gallorum, propose quarante jours d'action de grâce publique, et loue les légionnaires tombés et les deux consuls Aulus Hirtius et Vibius Pansa. Ce dernier est blessé, mais sa vie ne semblait alors pas en danger. L'orateur minimisa plutôt la contribution de César Octavien  bien que le jeune homme, malgré son rôle mineur dans la bataille, ait été acclamé imperator sur le terrain par les troupes, tout comme les deux consuls Hirtius et Pansa. 
La bataille de Forum Gallorum semble décider de la campagne en faveur de la coalition du Sénat. Marc Antoine, après les pertes  subies,  retiré avec ses troupes  dans le camp autour de Mutina est  déterminé à rester sur la défensive. Il a cependant renforcé l' encerclement autour de Decimus Brutus à Mutina .  Marc Antoine considère qu'il est dangereux d'engager une autre bataille  numériquement supérieures. Son idée est de harceler et d'affaiblir les armées de Hirtius et d'Octave avec des escarmouches de cavalerie. 
Il espère ainsi gagner du temps et accroître la pression sur Decimus Brutus, dont les troupes assiégées à Mutina sont à court de ravitaillement.  Au contraire, le consul Hirtius et le propréteur Octavien, confiants après la victoire du Forum Gallorum et rassurés par la discipline de leurs légions césariennes, sont déterminés à engager une nouvelle bataille pour sauver Decimus Brutus et briser le siège de Mutina. 
Après avoir essayé en vain de forcer Antoine à engager une bataille ouverte, les deux commandants manœuvrent avec leurs troupes et concentrent les légions dans un champ où le camp adverse est moins fortifié  en raison des caractéristiques du terrain. 
Le 21 avril 43 av. J.-C., Hirtius et Octavien lancent l'attaque, essayant de forcer un passage pour les colonnes de ravitaillement vers la ville assiégée.  Marc Antoine cherche d'abord  à éviter une bataille générale et répond avec sa cavalerie, mais lorsque les unités de cavalerie adverse répliquent, l'engagement de ses légions devient inévitable et demande des renforts  . 
Une bataille féroce commence à l'extérieur des camps. Selon Appian les forces antoniennes se sont retrouvées en difficulté principalement à cause de la lente arrivée des renforts. Les légions déployées loin de la zone des affrontements  tardent a entrer dans le combat et les forces d'Octavien prennent le dessus. 

### Mort d'Aulus Hirtius
Alors que la bataille fait rage à l'extérieur des camps, le consul Hirtius prend la décision de pénétrer avec la Legio III dans le camp d'Antoine  se dirigeant directement vers la tente  de Marc Antoine.  Au même moment, Decimus Brutus fait une sortie avec ses cohortes qui, sous le commandement de Lucius Pontius Aquila (un des assassins de César), sortent de Mutina et attaquent le camp d'Antoine. 
Au début, l'action de Hirtius semble réussir et la Legio III, après avoir percé s'approche de la  tente d'Antoine, mais la situation se détériore . La Legio V de Marc Antoine, qui défend le camp, s'oppose à la Legio III et  réussit à stopper son avance, protégeant la tente du commandant. Pendant ces combats, Aulus Hirtius est tué et sa légion  obligée de se retirer.  Alors que la Legio III commence à se replier sous la contre-attaque Antonienne, d'autres troupes dirigées par César Octavien arrivent en secours. Le jeune héritier de César se retrouve au milieu des affrontements et veut récuperer le corps d'Hirtius.  Selon Suétone, « dans l'intensité du combat, quand le porteur d'aigle de sa légion a été grièvement blessé, il a épaulé l'aigle et l'a porté pendant quelque temps. » .
Octavien réussit à récupérer les restes du consul, mais ses légions se sont retirées du camp d'Antoine. Au moment culminant de la bataille, Pontius Aquila est tué, et ses troupes sont finalement retournées à Mutina.  Sur la base des reconstructions des historiens antiques, il est difficile de connaître avec précision le véritable cours des affrontements finaux de la bataille. Les récits pro-augustiens sont axés sur l'exaltation du rôle d'Octave et son action courageuse pour récupérer le corps du consul Hirtius.  D'autres sources jettent des doutes sur les actions réelles du jeune héritier de César,  Suetonius  et Tacitus  rapportent d'autres versions qui suggèrent qu'Hirtius a même été envoyé dans la mêlée par Octavien  dans son empressement à se débarrasser d'un rival politique. La mort de Pontius Aquila, farouche opposant à la faction césarienne, a également paru suspecte à certains historiens. 
En vertu de sa position de propréteur, César Octave a pris le commandement des légions d'Hirtius. Lorsque le Sénat  ordonne que les légions soient remises à Decimus Brutus, Octavien refuse, en assumant le commandement permanent, au motif que les légions établies refuseraient de se battre sous le commandement de l'un des assassins de Jules César. En conséquence, Octavien  contrôle huit légions, des forces qui fidèles à lui-même plutôt qu'à la République. Il refuse de coopérer avec Decimus Brutus, dont les légions à Mutina commencent à l'abandonner et rejoignent Octavien. Decimus Brutus abandonne ses légions restantes et fuit l'Italie tentant d'atteindre la Macédoine, où les assassins Marcus Junius Brutus et Caius Cassius Longinus sont stationnés, mais il est capturé en route et exécuté par un chef gaulois fidèle à Marc Antoine.

### Retraite de Marc  Antoine
La bataille de Mutina se termine sans véritable vainqueur. Marc Antoine, bien qu'en difficulté sous les attaques des forces ennemies supérieures a résisté et les deux camps ont subi des pertes à peu près égales.  Cependant, la nuit  de la bataille, Antoine  convoque un conseil de guerre et estimant qu'une résistance serait inutile,  se retire  malgré les exhortations de ses lieutenants à renouveler l'attaque, profitant de la supériorité de sa cavalerie et de l'épuisement de Decimus Brutus. 

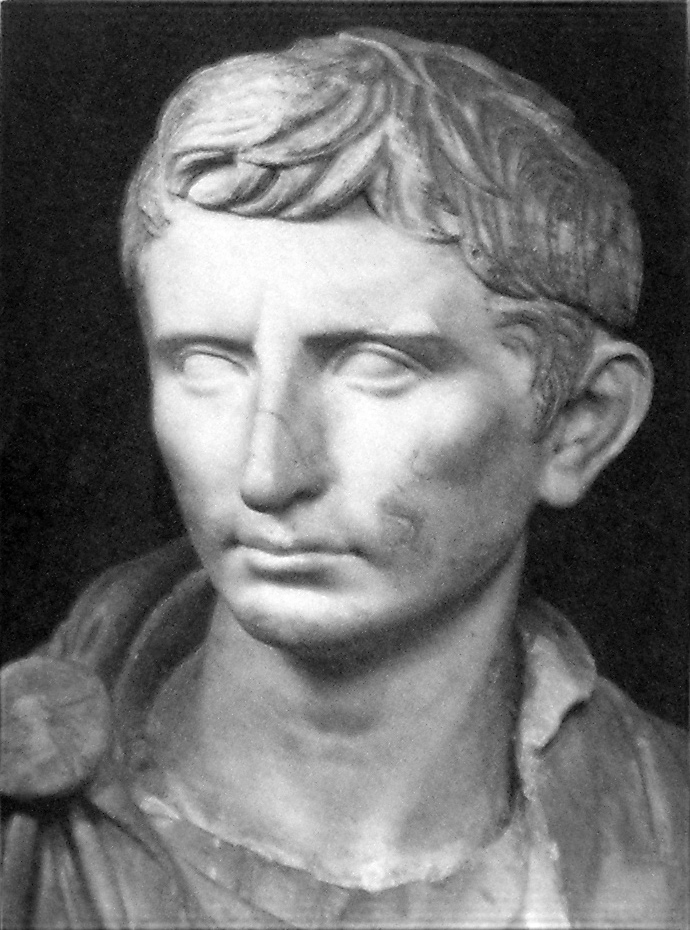
Buste de César Octavien

Plutôt que d'envisager une contre-attaque décisive, Antoine craignant une nouvelle attaque contre ses propres camps.   adopte l'expédient de Jules César après l'échec à la Bataille de Gergovia et abandonne le siège, espérant se joindre aux légions que Ventidius Bassus apporte depuis Picenum.  Après avoir regroupé ses forces, il  marche vers les Alpes pour rejoindre  les chefs  Marcus Aemilius Lepidus dans Gallia Narbonensis et Lucius Munatius Plancus dans Gallia Comata  En quelques jours, marchant vers l'ouest le long de la Via Aemilia, ses légions atteignirent d'abord Parme puis Placentia sans difficulté, car ses adversaires étaient restés à Mutina, laissant prendre à Antoine deux jours d'avance.  En arrivant à Tortona, Marc Antoine décide de se tourner vers le sud et  atteint la côte de la Ligurie à l' ouest de Gênes à Vada Sabatia, où le 3 mai 43 av. J.-C., il est rejoint par Ventidius Bassus avec trois légions.  Le lieutenant d'Antoine n'avait rencontré aucun obstacle à sa progression à travers les montagnes jusqu'à la côte ligure. 

## Conséquences et évaluation
La victoire des forces sénatoriales et de la faction alliée du jeune César Octavien à la bataille de Mutina n'a pas mis fin de manière décisive à l'hostilité de Marc Antoine.  Après la mort d'Aulus Hirtius au combat dans la nuit du 22 au 23 avril, le consul Vibius Pansa meurt également des suites des blessures qu'il a subies au Forum Gallorum. Les circonstances de sa mort sont restées obscures et des rumeurs se sont répandues, selon Suétone et Tacite, selon lesquelles Pansa avait été empoisonné et que l'ambitieux Octave pourrait être impliqué. 
Après la mort des deux consuls, César Octave reste seul à la tête des légions du Sénat et adopte aussitôt une attitude d'opposition à Decimus Brutus, refusant toute coopération avec le meurtrier de César.  À Rome, Cicéron et ses partisans au Sénat minimisent le rôle d' Octave en minimisant son rôle et en attribuant le commandement à Decimus Brutus. 
Les plans de Brutus pour poursuivre l'ennemi sont cependant contrecarrés par l'obstructionnisme d'Octave, qui, aux commandes de huit légions à Bononia, ne marche pas vers les Apennins pour bloquer Ventidius Bassus, comme voulait l'assassin de César.  En quelques semaines, Marc Antoine, renforcé par les légions de Ventidius Bassus, atteint les Alpes et conclut une  alliance avec les commandants Césariens Lépide, Lucius Munatius Plancus et Caius Asinius Pollio,  rassemblant une armée de 17 légions et 10 000 cavaliers (en plus des six légions laissées avec Varius, selon Plutarque ). Decimus Brutus, abandonné par ses légions et forcé de fuir en Macédoine, est tué par des guerriers celtiques envoyés pour le poursuivre par Antoine, tandis que César Octavien marche avec ses troupes sur Rome, forçant la faction cicéronienne du Sénat à se soumettre ou l'exil.  À la suite d'une réunion en face à face près de Bononia en octobre, Marc Antoine, César Octavien et Lepidus  concluent un pacte formel le  Deuxième Triumvirat, par le biais de la Lex Titia promulguée à Rome le 27 novembre 43 av. J.-C. Les trois dirigeants césariens  entrent solennellement dans la capitale assumant le contrôle politique et ont poursuivant  les opposants de la faction républicaine.  Cicéron tué sur les ordres d'Antoine, est la victime la plus connue des proscriptions du triumvirat. 
Dans les luttes de pouvoir qui s'ensuivent de nombreuses années plus tard, Octavien finira par vaincre Antone et Cléopâtre à Actium en 31 av. J.-C. et inaugure le Principat.
Mutina est le point de départ du début de l' affirmation  d'Octave comme force militaire et politique avec laquelle il fallait compter, atteignant le prestige nécessaire pour être considéré comme le successeur de César.

## Source de traduction
- (en) Cet article est partiellement ou en totalité issu de l’article de Wikipédia en anglais intitulé « Battle of Mutina » (voir la liste des auteurs).

### Sources anciennes
- (grc) Appien, Historia Romana (Ῥωμαϊκά), vol. Civil Wars, book III (lire en ligne)
- (grc) Cassius Dio Cocceianus, Historia Romana, vol. Book XXXXVI (lire en ligne).

### Sources modernes
- Jochen Bleicken, Augustus : eine Biographie, Berlin, Fest, 1998, 799 p. (ISBN 3-8286-0136-7).
- Luciano Canfora, La prima marcia su Roma, Bari, Editori Laterza, 2007, 87 p. (ISBN 978-88-420-8970-4)
- Guglielmo Ferrero, Grandezza e decadenza di Roma. Volume III : da Cesare a Augusto, Cernusco sul Naviglio, Garzanti, 1946
- Nic Fields, Mutina 43 BC : Mark Antony's struggle for survival, Oxford, Osprey, 2018, 96 p. (ISBN 978-1-4728-3120-0, lire en ligne)
- Ronald Syme, The Roman Revolution, Oxford & New York, Oxford University Press, 2002, 568 p. (ISBN 978-0-19-280320-7, lire en ligne)
- Ronald Syme, La rivoluzione romana, Turin, Einaudi, 2014, 645 p. (ISBN 978-88-06-22163-8)